# مشرف البلدة
مشرف البلدة هو منصب تشريعي بالانتخاب في بلدات مدينة نيويورك. يحتل المشرفون منصبًا في مجلس البلدة، حيث يترأسون اجتماعات مجلس الإدارة ويقومون بالتصويت على جميع المسائل دون امتلاك أي نفوذ قانوني أكثر من نفوذ أي عضو آخر بمجلس الإدارة (دون استخدام قوى كسر تعادل الأصوات أو حق النقض).
قد تتبنى البلدات قوانين محلية تسمح لهم بتوفير فرع السلطة التنفيذية وهو إجراء صرحت به الهيئة التشريعية بولاية نيويورك.وعلى هذا النحو، يمتلك بعض المشرفين سلطة أو سلطات تنفيذية إضافية، بينما تمتلك بعض البلدات مديرين أو كبار المسؤولين التنفيذيين الذي يعملون بمثابة السلطة التنفيذية، تاركين المشرف لدوره أو دورها التقليدي في السلطة التشريعية.
في معظم البلدات، تعتبر وظيفة المشرف وظيفة بدوام كامل بالرغم من أن العديد من المشرفين لديهم أيضًا وظائف أخرى في وقت واحد، بينما يعد عملهم في مجلس البلدة عملاً بدوام جزئي.